# Jimmy McCracklin
Jimmy McCracklin (ur. 13 sierpnia 1921 w Saint Louis, Missouri, zm. 20 grudnia 2012 w San Pablo, Kalifornia) – amerykański muzyk bluesowy, pianista, wokalista i kompozytor. Zadebiutował w roku 1945, wydając ponad 30 albumów, z których cztery uzyskały status złotej płyty.

## Dyskografia
- Jimmy McCracklin Sings (1961)
- Twist With Jimmy McCracklin (1961)
- My Rockin' Soul (1963)
- Every Night, Every Day (1965)
- Think (1965)
- New Soul Of Jimmy McCracklin (1966)
- Let's Get Together (1968)
- Stinger Man (1969)
- High On the Blues (1971)
- Yesterday Is Gone (1972)
- Jimmy McCracklin & his Bluesblasters (1981)
- Blasting the Blues (1983)
- Same Lovin' (1989)
- Jimmy McCracklin & Paul Gayten (1991)
- My Story (1991)
- A Taste Of the Blues (1994)
- Tell It to the Judge (1999)